# I liga polska w rugby (1962)
I liga polska w rugby (1962) – szósty sezon najwyższej klasy ligowych rozgrywek klubowych rugby union w Polsce. Tytuł mistrza Polski zdobyła drużyna AZS Warszawa, drugie miejsce Posnania Poznań, a trzecie Lechia Gdańsk.

## Uczestnicy rozgrywek
Do rozgrywek I ligi przystąpiło tylko 6 drużyn – spośród drużyn biorących udział w poprzednim sezonie wykruszyły się Rozwój Katowice, Lotnik Warszawa i Pionier Szczecin, gdzie zlikwidowano sekcje rugby, głównie z powodów finansowych. Z kolei w ciągu sezonu, po rundzie wiosennej, wycofały się drużyny Czarni Bytom (brązowi medaliści z poprzedniego sezonu) i Włókniarz Łódź (sekcja rozwiązana z powodu braku finansowania). Ponadto rozgrywki odbywały się w składach trzynastoosobowych, a nie piętnastoosobowych (bez rwaczy młyna). Był to okres kryzysu ligi rugby spowodowanego decyzją Głównego Komitetu Kultury Fizycznej i Turystyki o wpisaniu rugby na listę dyscyplin nierozwojowych.

## Przebieg rozgrywek
Rozgrywki toczyły się w systemie wiosna–jesień. Wiosną, gdy w rozgrywkach uczestniczyło 6 drużyn, rozegrano mecze systemem każdy z każdym (bez rewanżu). Do rundy jesiennej przystąpiły tylko cztery drużyny i rozegrano ją systemem każdy z każdym.

### Runda wiosenna
Wyniki spotkań:
|                 | Lechia Gdańsk | AZS Warszawa | Czarni Bytom | Posnania Poznań | Włókniarz Łódź | AZS Lublin |
| Lechia Gdańsk   | –             | 6:11         | –            | –               | –              | 29:6       |
| AZS Warszawa    | –             | –            | 62:8         | 20:0            | –              | 51:21      |
| Czarni Bytom    | 5:13          | –            | –            | 3:5             | 14:3           | –          |
| Posnania Poznań | 0:11          | –            | –            | –               | 15:12          | –          |
| Włókniarz Łódź  | 3:21          | 9:18         | –            | –               | –              | –          |
| AZS Lublin      | –             | –            | 0:24         | 0:41            | 21:6           | –          |

Tabela:
| Pozycja | Drużyna         | Punkty razem | Bilans punktów |
| ------- | --------------- | ------------ | -------------- |
| 1       | AZS Warszawa    | 15           | 162:44         |
| 2       | Lechia Gdańsk   | 13           | 80:25          |
| 3       | Posnania Poznań | 11           | 61:46          |
| 4       | Czarni Bytom    | 9            | 54:83          |
| 5       | AZS Lublin      | 7            | 48:141         |
| 6       | Włókniarz Łódź  | 5            | 33:89          |

### Runda jesienna
Wyniki spotkań:
|                 | AZS Warszawa | Lechia Gdańsk | Posnania Poznań | AZS Lublin |
| AZS Warszawa    | –            | 11:8          | –               | –          |
| Lechia Gdańsk   | –            | –             | 3:14            | –          |
| Posnania Poznań | 11:9         | –             | –               | 27:8       |
| AZS Lublin      | 11:26        | 3:38          | –               | –          |

Tabela końcowa:
| Pozycja | Drużyna         | Punkty razem | Bilans punktów |
| ------- | --------------- | ------------ | -------------- |
| 1       | AZS Warszawa    | 16           | 128:57         |
| 2       | Posnania Poznań | 14           | 91:51          |
| 3       | Lechia Gdańsk   | 12           | 95:45          |
| 4       | AZS Lublin      | 6            | 49:202         |

## Inne rozgrywki
W rozgrywanych w tym sezonie mistrzostwach Polski juniorów zwycięstwo odniosła drużyna AZS AWF Warszawa.